# Алиев, Такиулла Абдулханнанович
Такиулла Абдулханнанович Алиев (баш. Тәҡиулла Абдулханнан улы Алиев; 1894—1957) — инженер-энергетик, деятель Башкирского национального движения.

## Биография
Родился 14 июля 1894 года в деревне Новое Зияшево Мензелинского уезда Уфимской губернии (ныне — Актанышский район Татарстана). По утверждению башкирского историка Дамира Кускильдина, согласно учётной бумаге[уточнить] 1926 года, по национальности — башкир. Предки Алиева происходили из деревни Сафарово того же уезда: Абзялил→ Абдулсалих→ Абдулгали→ Якшигул→ Абдулханнан. Отец Алиева — Абдулханнан (1858—?) служил муллой, являлся сторонником новометодного мусульманского образования.
Учился в двухклассной русско-башкирской школе, а в 1914 году окончил Казанскую учительскую школу.
В 1914—1918 гг. принимал участие в Первой мировой войне. В 1916 году окончил Казанское пехотное училище и получил чин прапорщика. В 1917 году получил чин подпоручика, служил в 154-м Дербентском пехотном полку 1-го Кавказского пехотного корпуса на Кавказском фронте.
В 1918 году служил в составе Народной армии Комуча, а в 1918—1919 гг. — Башкирского войска.
В сентябре 1918 года являлся командующим комендантской роты при Башкирском правительстве, а с октября того же года — офицером по особым поручениям при Башкирском военном совете.
С февраля 1919 года служил комендантом, старшим адъютантом штаба Башкирского войска. В 1919 году получил звание штабс-капитана. В 1919—1922 гг. служил в рядах РККА.
В 1923—1928 гг. являлся сотрудником Башкирского представительства при ВЦИК. Член ВКП(б) с 1927 года, исключен из партии в 1936.
В 1929 году окончил Московское высшее техническое училище.
С 1929 года работал в должности заместителя председателя треста «Башэлектропромстрой».
В 1930—1931 гг. был заведующим отделом и членом Президиума Башкирского центрального совнархоза. Стал автором проекта Уфимской центральной электростанции (ЦЭС).
С 1931 года являлся руководителем строительства электростанций и линий электропередач в Урало-Поволжье, Казахстане и Белоруссии. В 1934—1939 гг. работал главным инженером Марийской ГРЭС, начальником строительства Уфимской, Челябинской и Минской ТЭЦ, Воронежской и Карагандинской ГРЭС. В 1939—1947 гг. являлся начальником участка Среднеуральской ГРЭС, планового отдела на строительстве ТЭЦ завода № 268 в городе Каменске-Уральском, СМУ Главуралэнергостроя, Свердловскэлектростроя.
В 1943—1946 гг. возглавлял сооружение троллейбусных линий в Свердловске.
Скончался 15 июня 1957 года, похоронен на Татаро-Башкирском кладбище Екатеринбурга (захоронение утеряно).

### Семья
Был женат, дочь Амилия (Амелия) Такиулловна Алиева-Мясникова (10.08.1931 — 31.07.2023), писатель, экс-Вице-Президент Свердловского областного Башкирского Центра, похоронена вместе с мужем на Широкореченском кладбище.

## Награды
- Орден Трудового Красного Знамени (1952).

## Память
- В городах Екатеринбург и Уфа его именем названы улицы, а на фасаде дома в Екатеринбурге, в котором он жил (ул. ул. Московская, 29), установлена мемориальная доска[9].
- 14 июля 2014 года в честь 120-летия Т. А. Алиева в Екатеринбурге состоялась научно-практическая конференция «Инженер — энергостроитель СССР Такиулла Алиев»[10].